# Liste des évêques de Bethléem
En 1167, Guillaume IV de Nevers part pour la Palestine, où il meurt de la peste en 1168 ; il lègue à l’évêché de Bethléem l’hôpital de Panthénor, situé dans un faubourg de Clamecy (aujourd’hui dans la Nièvre), afin qu’il serve de refuge aux évêques de Bethléem en cas de prise de la ville de Palestine par les infidèles, ce qui arrive en 1187. Ainsi, de 1224 à la Révolution, l'hôpital et ses dépendances sont le siège de l’évêché de Bethléem — et en composent le diocèse entièrement. 

## Liste des évêques de Bethléem
- 1110-v.1124 : Aschétime
- 1132-1139 : Anselme
- 1147 : Gérard Ier
- 1156-1174 : Raoul, également chancelier du royaume de Jérusalem
- 1175-1186? : Albert
- 1186-1191 : Rodolphe, qui devient patriarche latin de Jérusalem
- 1204-1206 : Pierre Ier
- 1208?-1223? : Régnier

### Siège résidentiel à Panthenor (1223-1790)
- 1224-1247? : Geoffroi de Perfectis
- 1259-1267 : Thomas Agni de Lentini, devient patriarche latin de Jérusalem
- 1267-1275? : Galhard d’Oursault
- 1279-1296? : Hugues de Curtis
- Durand
- † 1300 : Gérard de Gisors
- 1301-1316 : Wulfran d’Abbeville
- 1317 : Jean d’Egglescliff (Eglesfield)
- 1347-1355? : Pierre II
- 1363 : Adhémar de La Roche (Fabri)
- 1381 : Guillaume de Vallan
- 1391 : Jean de Genence
- 1395 : Philippe Framont
- 1401-1402 : Guillaume de Martelet
- 1402-1407 : Jean Lami
- 1407-? : Lanfranc
- 1409? : Gérard III
- 1410-1410 : Michel Cordelier
- ?-1422 : Jean Marchand
- 1422-1424 : Laurent Pinon
- 1428-1433 : Jean de La Roche
- 1434-1436 : Dominique
- 1436-1457 : Arnoul-Guillaume de Limonne
- 1452-1457? : Gilles d’Auxerre
- 1457-1462 : Étienne Pilerand
- 1462 : Jean Bérétin
- (1464-1468)-1483 ou 1492 : Antoine Buisson
- 1468-1472 : François Ier
- 1472-1477 : Christophe Lamy
- 1477-? : Jean Pilory Bilar
- 1481-1484 : Bertrand d’Audigier
- 1489-1492 : Pierre de Saint-Maximin
- 1492-1492 : Hubert
- 1492-1497 : Jacques Héméré
- 1498 : Jean L’Apôtre
- 1501-1512 : Antoine Coinel (de Crenel)
- 1512-1521 : Martin Bailleux dit Le Doux
- 1521-1555 : Philibert de Beaujeu
- 1555-1558 : Dominique Flélin
- 1558-1560 : Urbain Reversy
- 1560-1568 : Antoine Trusson
- 1568-1579 : Charles Bourbonnat
- 1579-1584 : Louis Hébert
- 1584-1591 : Simon Jourdain
- 1605-1609 : Louis de Clèves
- 1615-1619 : Jean de Cléves
- 1623-1644 : André de Sauzéa
- 1644-1650 : Jean François de Bontemps
- 1651-1663 : Christophe d’Autier de Sisgau
- 1664-1701 : François de Batailler
- 1701 : Louis de Sanlecque, seulement nommé
- 1701-1738 : Chérubin-Louis Le Bel
- 1738-1754 : Louis-Bernard La Taste
- 1754-1777 : Charles-Marie de Quélen
- 1777-1792 : François Camille Duranti-Lironcourt, dernier évêque de Bethléem français, diocèse supprimé (1790).

### Siège titulaire (depuis 1840)
À partir de 1840, le diocèse de Bethléem est in partibus infidelium et régulièrement attribué aux abbés de l'abbaye territoriale de Saint-Maurice d'Agaune (dans le canton du Valais en Suisse) :
- 1840-1888 : Étienne-Barthélemy Bagnoud, C.R.A. (3 juillet 1840 - † 2 novembre 1888)
- 1889-1909 : Joseph Paccolat, C.R.A. (5 février 1889 - † 4 avril 1909)
- 1909-1914 : Joseph-Emile Abbet, C.R.A. (24 juillet 1909 - † 3 août 1914)
- 1914-1931 : Joseph-Tobie Mariétan, C.R.A. (15 octobre 1914 - 8 février 1931, nommé évêque titulaire d'Agathopolis (de) en Thrace sur la mer Noire)
- 1932-1943 : Bernard Alexis Burquier, C.R.A. (22 août 1932 - † 30 mars 1943)
- 1943-1987 : Louis-Séverin Haller, C.R.A. (26 juin 1943 - † 17 juillet 1987)